# HMS Diana (H49)
«Дайена» (англ. HMS Diana (H49) — військовий корабель, ескадрений міноносець типу «D» Королівського військово-морського флоту Великої Британії за часів Другої світової війни.
Есмінець «Дайена» закладений 12 червня 1931 року на верфі Palmers Shipbuilding and Iron Company у Геббурні. 16 червня 1932 року він був спущений на воду, а 21 грудня 1932 року увійшов до складу Королівських ВМС Великої Британії.
Під час Абіссинської кризи корабель патрулював в акваторії Червоного моря для моніторингу ситуації в регіоні. З початком Другої світової війни діяв на Середземному морі, згодом у Домашньому флоті брав участь у Норвезькій кампанії. 6 вересня 1940 року переданий Королівському військово-морському флоту Канади, де перейменований на «Марджері» (H49). 22 жовтня 1940 року в Атлантичному океані затонув у результаті зіткнення з торговельним судном MV «Порт Фейрі».

## Історія
«Дайена» розпочав службу у 1-ій флотилії есмінців Середземноморського флоту, згодом, з січня 1935 року, був переведений до Китайської станції британського флоту. З вересня до листопада 1935 року під час Абіссинської кризи корабель патрулював в акваторії Червоного моря для моніторингу ситуації в регіоні, після чого 7 серпня 1935 року повернувся на Далекий Схід, де проходив службу до початку Другої світової війни.
Корабель незадовго перед початком вторгнення німецького вермахту до Польщі був переведений разом з однотипними «сістер-шипами» «Дейнті», «Даерінг» і «Дункан» назад до Середземноморського флоту. 19 вересня 1939 року вони прибули до Адена, потім до Александрії та залишалися протягом наступних трьох місяців у Середземному морі. У січні 1940 року «Дайена» прибув до 3-ї флотилії есмінців Домашнього флоту.
Брав активну участь у Норвезькій кампанії. Наприкінці квітня супроводжував авіаносець «Ф'юріос» при поверненні того до Скапа-Флоу. 1 травня перевозив війська разом з легкими крейсерами «Манчестер» та «Бірмінгем» у ході евакуації з Ондалснеса. Забезпечував прикриття евакуації головнокомандувача норвезьких збройних сил генерал-майора Отто Руге з Молде до Тромсе. 21 травня ескортував авіаносці «Глоріес» та «Ф'юріос», що перекидали винищувачі Gloster Gladiator на північ Норвегії до Бардуфосса. У травні-червні залучався до ескорту транспортних конвоїв союзників, що вивозили війська з Нарвіка.
З липня перебував на ремонті в Лондоні, по завершенні якого був запропонований Королівському канадському флоту на заміну есмінця «Фрейзер», який 25 червня 1940 року при проведення операції з евакуації британських та французьких військ з території Франції, загинув в естуарії Жиронди у результаті зіткнення з крейсером ППО «Калькутта».
6 вересня 1940 року корабель офіційно передали канадському флоту, де він отримав ім'я «Марджері». 17 жовтня есмінець вийшов на супровід конвою OL 8 до канадських берегів з Ліверпуля, а 22 числа в Атлантичному океані був буквально розрізаний у результаті зіткнення з торговельним судном MV «Порт Фейрі» на дві частини. З 176 членів екіпажу тільки шість офіцерів і 28 матросів були врятовані, 142 загинули в корабельній катастрофі.